# Kremenets
Kremenets (tiếng Ukraina: Кременець) là một thành phố của Ukraina. Thành phố này thuộc tỉnh Ternopil. Thành phố này có diện tích ? km², dân số theo điều tra dân số năm 2001 là 22.051 người.